# Арда (Донегол)
Арда (англ. Ardagh; ірл. Ardach) — село в Ірландії, знаходиться в графстві Донегол (провінція Ольстер). Батьківщина британського філософа Джона Толонда.